# Ri Se-gwang
Ri Se-gwang (koreanska: 리세광), född den 9 mars 1985 i Södra Hamgyong i Nordkorea, är en nordkoreansk gymnast.
Han tog Nordkoreas första guldmedalj i hopp vid asiatiska spelen under tävlingarna 2006 i Doha och året därefter tog han en bronsmedalj vid VM i Stuttgart.
Ri tog guldmedaljer i hopp vid världsmästerskapen 2014 i Nanning och återigen vid VM 2015 i Glasgow. Han tog en guldmedalj i hopp i samband med de olympiska gymnastiktävlingarna 2016 i Rio de Janeiro.